# 蒸汽挖掘机

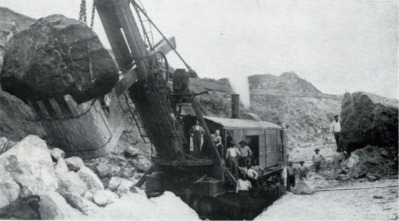
一台马里昂挖掘机公司公司的蒸汽铲在挖掘巴拿马运河，1908年拍摄

蒸汽挖掘机（英語：Steam shovel），又译为蒸汽铲，是一种大型的蒸汽驱动的挖掘机械，用于提升和移动岩石和土壤等物料。它是各类挖掘机的鼻祖。它们在19世纪和20世纪初欧美各国的公共工程发挥了重要的作用，尤其是铁路建设和巴拿马运河施工中。但到了1930年代，随着更简单、更便宜的柴油动力挖掘机的发展，蒸汽铲逐渐就被淘汰了。

## 历史

### 起源和发展

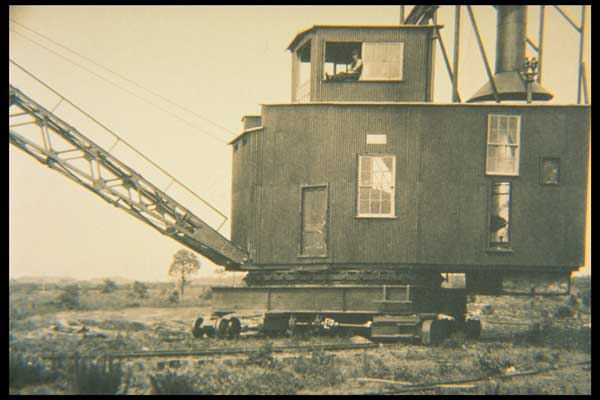
一台林克贝特牌蒸汽铲起重机，约1890年

1796年，博尔顿和瓦特公司的格里姆肖（Grimshaw）设计了第一台蒸汽驱动的挖掘机。1833年，威廉·布伦顿将另一台蒸汽驱动的挖掘机申请为专利，并在1836年提供了进一步的细节信息。
蒸汽铲是由威廉·奥蒂斯发明的，他在1839年凭借其设计获得了专利。因为不能进行360度旋转，最初的蒸汽铲被称为“有限旋转式”。它们被设置在一个里面安装有锅炉和移动引擎的火车底盘上的。铲斗臂和驱动发动机安装在可以有限摆动的底盘的一端。配备有凸缘轮的转向架，由用锁链驱动的轴给轮子提供动力。工作时，需要工人预先在蒸汽铲作业的位置铺设临时铁路轨道。
19世纪下半叶，蒸汽铲变得更加受欢迎。随着1870年代钢丝绳的发展，蒸汽铲原本配置的链条葫芦被易于操纵的绞车所取代。并开始出现履带式蒸汽铲，从而不再需要铁轨也能作业。1884年在英格兰，出现了可以360°旋转的蒸汽铲。